# Sulaimān ibn ʿAbd al-Malik

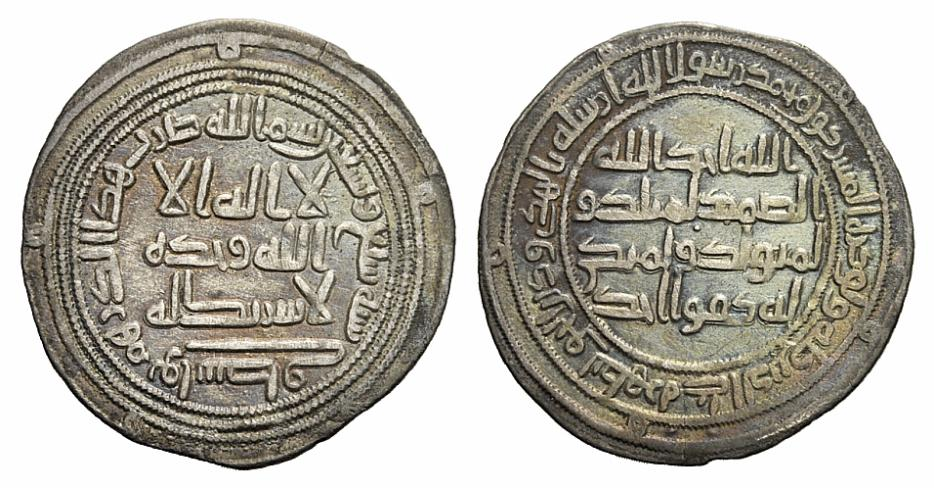
Silber-Dirham des Kalifen Sulaimān geprägt im Jahr AD 716 (97 AH) in Wasit im heutigen Irak. Vorderseite Innen: Es gibt keinen Gott außer Allah. Vorderseite Randschrift: Im Namen von Allah wurde dieser Dirham in Wasit geprägt, Jahr 97. Rückseite Innen: Allah ist der Einzige, Allah ist der Ewige. Rückseite Randschrift: Sure 9-33: Er ist es, Der Seinen Gesandten mit der Führung und der wahren Religion geschickt hat, auf dass Er sie über alle (anderen) Religionen siegen lasse; mag es den Heiden auch zuwider sein. Gewicht 2,8 g / Durchmesser: 27 mm

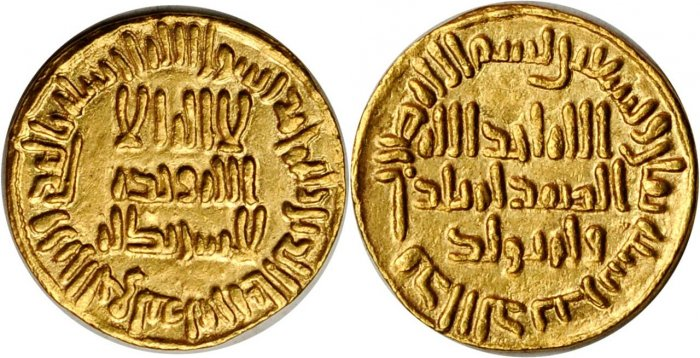
Gold-Dinar des Kalifen Sulaimān geprägt im Jahr AD 717 (98 AH) in Damaskus. Text bis auf Jahreszahl und Münzstätte gleich wie Dirham. Gewicht 4,3 g / Durchmesser: 20 mm

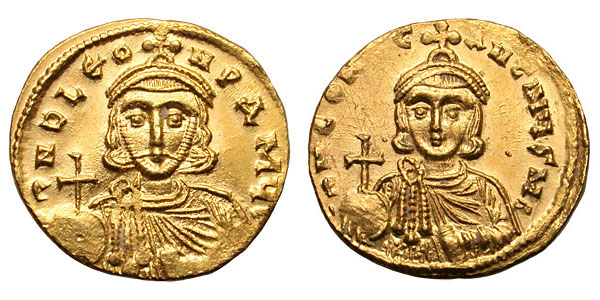
Kaiser Leo III. (links) der byzantinische Gegenspieler des Kalifen Sulaimān und seines Nachfolgers Umar II.

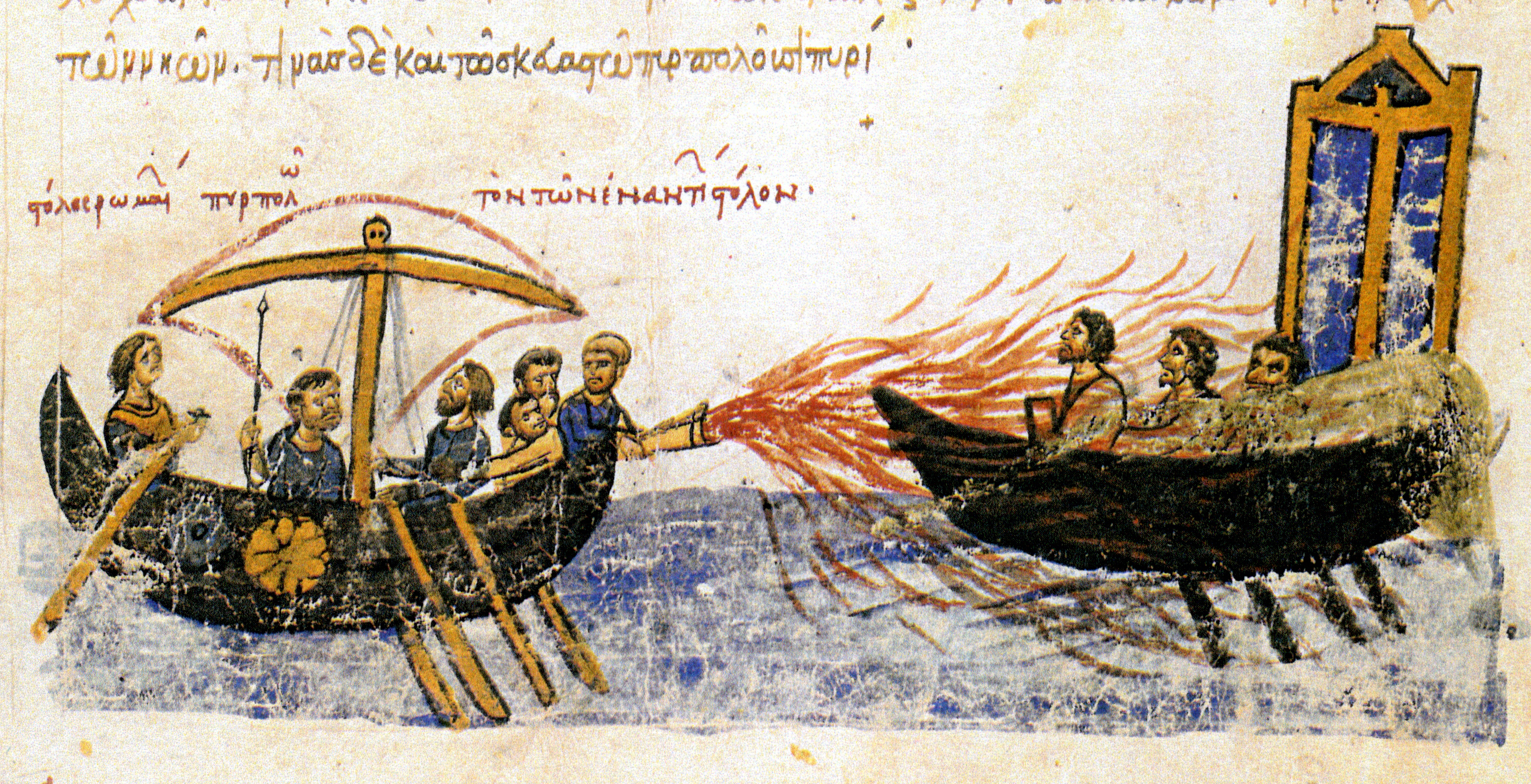
Kaiser Leo III. konnte mit Hilfe des Griechischen Feuers den Ansturm der Truppen des Kalifen Sulaimān auf Konstantinopel AD 717-718 stoppen und damit die islamische Expansion im Osten Europas aufhalten.

Sulaimān ibn ʿAbd al-Malik (arabisch سليمان بن عبد الملك, gest. AD 717) war der siebente Kalif der Umayyaden (AD 715–717).
Nachdem schon sein Vater Abd al-Malik (AD 685–705) Sulaimān zum Nachfolger seines Bruders al-Walid I. (AD 705–715) bestimmt hatte, trat er nach dessen Tod die Regierung an.
Zunächst kam es zu einiger Unruhe in der Verwaltung der östlichen Provinzen, als Sulaimān die Amtsträger von al-Haddschādsch, dem Statthalter des Irak (694–714), absetzte und verfolgte. Dies führte auch zur Revolte von Qutaiba ibn Muslim in Chorassan, die aber schnell unterdrückt werden konnte.
Das bedeutendste Ereignis seiner kurzen Regierungszeit war aber die für die Araber katastrophale Belagerung von Konstantinopel in den Jahren 717/18.
Wie wichtig diese Eroberungspläne für Sulaimān waren, kann man in der Chronik des Pseudo-Dionysius von Tell Mahre aus dem 8. Jahrhundert nachlesen. Dort heißt es: Sulaimān, der König der Araber, sagte: "Ich werde den Kampf mit Konstantinopel nicht aufgeben, bis ich mir den Weg hinein erzwungen habe, oder ich werde das gesamte Herrschaftsgebiet der Araber der Vernichtung preisgeben."
Nach arabischen Quellen verfolgte Sulaimān das Angriffsprojekt, weil eine Prophezeiung vorhersagte, dass ein Kalif, der selbst den Namen eines Propheten trug Konstantinopel einnehmen werde. Sulaimān trug als einziges Mitglied der umayyadischen Familie den Namen eines islamischen Propheten (Solomon).
Dieses Eroberungsprojekt wurde bereits von Sulaimāns Bruder und Vorgänger dem Kalifen al-Walid I. vorbereitet. Das Unternehmen scheiterte aber wie bereits die erste Belagerung von Konstantinopel unter schwersten Verlusten für die Araber. Der überaus fähige byzantinische Kaiser Leo III. konnte unter anderem mit Hilfe einer waffentechnischen Innovation, dem Griechischen Feuer, den Ansturm der Truppen des Kalifen Sulaimān und seines Nachfolgers Umar II. auf Konstantinopel stoppen. Zwei Monate nach Beginn der Belagerung starb Sulaimān entweder am 22. September oder 1. Oktober 717 und seine Nachfolger der Kalif Umar II. setzte die Belagerung zehn Monate erfolglos fort.
Für die Geschichte Europas war die Verteidigung Konstantinopels (717–718) unter Führung des byzantinischen Kaisers Leo III. von größter historischer Bedeutung. Durch den fast vollständigen Verlust der arabischen Flotte war die Seeherrschaft der Araber im östlichen Mittelmeer auf Jahrzehnte hinaus gebrochen. An den Meerengen zwischen Schwarzem Meer und Ägäis war der Vormarsch der Muslime, die zu jener Zeit über die Hälfte der Mittelmeerküste unter ihrer Kontrolle hatten, zum Stehen gebracht worden.
Ohne die Verteidigung Konstantinopels wäre das Tor für die islamische Expansion nach Europa offen gestanden. Für die Entstehung des mittelalterlichen Europas war die Verteidigung Konstantinopels (717–718) von essentieller Bedeutung. Die Abwehr der Truppen der Kalifen Sulaimān und Umar II. durch Kaiser Leo III. stellt das östliche Gegenstück zur Schlacht von Tours und Poitiers 732 zur Verteidigung Europas gegen die islamische Expansion dar.
Sulaimāns Nachfolger wurde der Kalif Umar Ibn Abd al-Aziz auch Umar II. genannt, der von AD 717 bis AD 720 herrschte.

## Kulturelles Erbe
Seine kurze Regierungszeit verbrachte Sulaimān vor allem in Palästina, wobei Ramla seine bevorzugte Residenz war. Sulaimān wurde lange die Errichtung des für seine erotischen Wandmalereien bekannten Wüstenschloss Qusair 'Amra im heutigen Jordanien zugeschrieben. Neuere Forschungen schreiben es jedoch dem Kalifen Al-Walid II. (AD 743–744) zu.
Der Dichter al-Farazdaq (* um AD 641; † AD 728/730) verglich in einem Lobgedicht Sulaimān vom Charakter seiner Handlungen mit dem Propheten Mohammed. In diesem Gedicht heißt es:
ǧuʿilta li-ahli l-arḍi amnan wa-raḥmatan

wa-barāʾan li-āṯāri l-qurūḥi l-kawālim

ka-mā baʿaṯa Llāhu n-nabīya Muḥammadan

ʿalā fatratin wa-n-nāsu miṯla l-bahāʾim
Du wurdest den Erdenbewohnern zu Schutz und Erbarmen gesandt,

und zur Genesung der Spuren schmerzender Wunden,

so wie Gott den Propheten Mohammed entsandte,

nach einer Zeitspanne, in der die Menschen wie die Tiere waren.
In der religiösen Literatur des Islams hat vor allem der Bericht über eine Begegnung Sulaimāns mit dem medinensischen Asketen und Traditionarier Abū Hāzim (starb 757) breiten Nachhall gefunden. Demnach schickte Sulaimān bei einem Aufenthalt in Medina nach Abū Hāzim, um von ihm Hadithe zu hören. Abū Hāzim zeigte sich aber an einem Zusammentreffen mit dem Herrscher uninteressiert. Als man ihn schließlich doch herangebracht hatte, hielt er Sulaimān eine lange Predigt, in der er ihm seine Maßlosigkeit vorhielt und ihn ermahnte, den Blick auf das Jenseits zu richten. Der Bericht dient in der religiösen Literatur als Lehrbeispiel für die richtige Verhaltensweise frommer Menschen gegenüber weltlichen Machthabern. Nach dem Vorbild von Abū Hāzim soll man sich möglichst von ihnen fernhalten.